# Premio Magritte per il miglior film
Il Premio Magritte per il miglior film (Magritte du meilleur film) è un premio cinematografico assegnato annualmente dall'Académie André Delvaux ad un film belga francofono uscito nelle sale nel corso dell'anno precedente.

## Vincitori e candidati
I vincitori sono indicati in grassetto, a seguire gli altri candidati.

### Anni 2011-2019
- 2011: Mr. Nobody, regia di Jaco Van Dormael
  - Amer, regia di Hélène Cattet e Bruno Forzani
  - Les Barons, regia di Nabil Ben Yadir
  - Illégal, regia di Olivier Masset-Depasse
- 2012: Un'estate da giganti (Les Géants), regia di Bouli Lanners
  - Beyond the Steppes, regia di Vanja d'Alcantara
  - La Fée, regia di Dominique Abel, Fiona Gordon e Bruno Romy
  - Il ragazzo con la bicicletta (Le Gamin au vélo), regia di Jean-Pierre e Luc Dardenne
- 2013: À perdre la raison, regia di Joachim Lafosse
  - 38 testimoni (38 témoins), regia di Lucas Belvaux
  - Dead Man Talking, regia di Patrick Ridremont
  - Mobile Home, regia di François Pirot
- 2014: Ernest & Celestine (Ernest et Celestine), regia di Stéphane Aubier, Vincent Patar e Benjamin Renner
  - In nome del figlio (Au nom du fils), regia di Vincent Lannoo
  - Kinshasa Kids, regia di Marc-Henri Wajnberg
  - Le monde nous appartient, regia di Stephan Streker
  - Tango Libre, regia di Frédéric Fonteyne
- 2015: Due giorni, una notte (Deux jours, une nuit), regia di Jean-Pierre e Luc Dardenne
  - Henri, regia di Yolande Moreau
  - La Marche, regia di Nabil Ben Yadir
  - Les Rayures du zèbre, regia di Benoît Mariage
  - Sarà il mio tipo? (Pas son genre), regia di Lucas Belvaux
- 2016: Dio esiste e vive a Bruxelles (Le Tout Nouveau Testament), regia di Jaco Van Dormael
  - All Cats Are Grey (Tous les chats sont gris), regia di Savina Dellicour
  - Je suis mort mais j'ai des amis, regia di Guillaume Malandrin e Stéphane Malandrin
  - Melody, regia di Bernard Bellefroid
  - Pregiudizio (Préjudice), regia di Antoine Cuypers
- 2017: Les Premiers, les Derniers, regia di Bouli Lanners
  - Je me tue à le dire, regia di Xavier Seron
  - Keeper, regia di Guillaume Senez
  - Dopo l'amore (L'Économie du couple), regia di Joachim Lafosse
  - Parasol, regia di Valéry Rosier
- 2018: Insyriated, regia di Philippe Van Leeuw
  - A casa nostra (Chez nous), regia di Lucas Belvaux
  - Blind Spot (Dode Hoek), regia di Nabil Ben Yadir
  - Un matrimonio (Noces), regia di Stephan Streker
  - Parigi a piedi nudi (Paris pieds nus), regia di Dominique Abel e Fiona Gordon
- 2019: Le nostre battaglie (Nos batailles), regia di Guillaume Senez
  - Bitter Flowers, regia di Olivier Meys
  - Laissez bronzer les cadavres, regia di Hélène Cattet e Bruno Forzani
  - Dany (Mon Ket), regia di François Damiens
  - Tueurs, regia di Jean-François Hensgens e François Troukens

### Anni 2020-2029
- 2020: Doppio sospetto (Duelles), regia di Olivier Masset-Depasse
  - L'età giovane (Le Jeune Ahmed), regia di Jean-Pierre e Luc Dardenne
  - Lola (Lola vers la mer), regia di Laurent Micheli
  - Nuestras madres, regia di César Díaz
  - Sola al mio matrimonio (Seule à mon mariage), regia di Marta Bergman
- 2021: sospeso a causa della Pandemia di COVID-19 in Belgio
- 2022: La folle vita (Une vie démente), regia di Ann Sirot e Raphaël Balboni
  - Adorazione (Adoration), regia di Fabrice Du Welz
  - Donne di mondo (Filles de joie), regia di Frédéric Fonteyne e Anne Paulicevich
  - Les Intranquilles, regia di Joachim Lafosse
  - Il patto del silenzio - Playground (Un monde), regia di Laura Wandel
- 2023: Nessuno deve sapere (Nobody Has to Know), regia di Bouli Lanners
  - Animals, regia di Nabil Ben Yadir
  - La Ruche, regia di Christophe Hermans
  - Generazione Low Cost (Rien à foutre), regia di Emmanuel Marre e Julie Lecoustre
  - Tori e Lokita (Tori et Lokita), regia di Jean-Pierre e Luc Dardenne
- 2024: L'amore secondo Dalva (Dalva), regia di Emmanuelle Nicot
  - Augure - Ritorno alle origini (Augure), regia di Baloji
  - Le Paradis, regia di Zeno Graton
  - La sindrome degli amori passati (Le Syndrome des amours passées), regia di Ann Sirot e Raphaël Balboni
- 2025: La nuit se traîne, regia di Michiel Blanchart
  - Amal (Amal - Un esprit libre), regia di Jawad Rhalib
  - Il pleut dans la maison, regia di Paloma Sermon-Daï
  - Quitter la nuit, regia di Delphine Girard
  - Ritrovarsi a Tokyo (Une part manquante), regia di Guillaume Senez